# Le Grand Dadais (film)
Pour plus de détails, voir Fiche technique et Distribution.
Le Grand Dadais est un film franco-allemand réalisé par Pierre Granier-Deferre, sorti en 1967, adaptation du roman du même nom de Bertrand Poirot-Delpech

## Fiche technique
- Titre : Le Grand Dadais
- Réalisation : Pierre Granier-Deferre, assisté de Jean Pourtalé
- Scénario : Pierre Granier-Deferre, d'après le roman de Bertrand Poirot-Delpech
- Adaptation et dialogues : Bertrand Poirot-Delpech
- Photographie : Andreas Winding
- Son : Pierre-Louis Calvet
- Décors : Pierre Guffroy
- Musique : Antoine Duhamel
- Montage : Emma Le Chanois
- Production : Films de la Licorne - CICC Films Borderie - Rialto Film
- Pays :  France -  République fédérale d'Allemagne
- Durée : 90 minutes
- Date de sortie : France, 30 août 1967

## Distribution
- Jacques Perrin
- Eva Renzi
- Danièle Gaubert
- Yves Rénier
- Yvonne Clech
- André Falcon
- Colette Mareuil